# Distrito de Bundi
Bundi (en hindi: बूँदी जिला) es un distrito de la India en el estado de Rajastán. Código ISO: IN.RJ.BU.
Comprende una superficie de 5550 km².
El centro administrativo es la ciudad de Bundi.

## Demografía
Según censo 2011 contaba con una población total de 1113725 habitantes, de los cuales 534 340 eran mujeres y 579 385 varones.